# Iamî, Skvîra
Iamî (în ucraineană Ями) este un sat în comuna Domantivka din raionul Skvîra, regiunea Kiev, Ucraina.

## Demografie
Componența lingvistică a localității Iamî
     Ucraineană (93,88%)
     Rusă (6,12%)
Conform recensământului din 2001, majoritatea populației localității Iamî era vorbitoare de ucraineană (93,88%), existând în minoritate și vorbitori de rusă (6,12%).